# Diplacodes luminans
Diplacodes luminans är en trollsländeart som först beskrevs av Karsch 1893.  Diplacodes luminans ingår i släktet Diplacodes och familjen segeltrollsländor. IUCN kategoriserar arten globalt som livskraftig. Inga underarter finns listade i Catalogue of Life.

## Bildgalleri

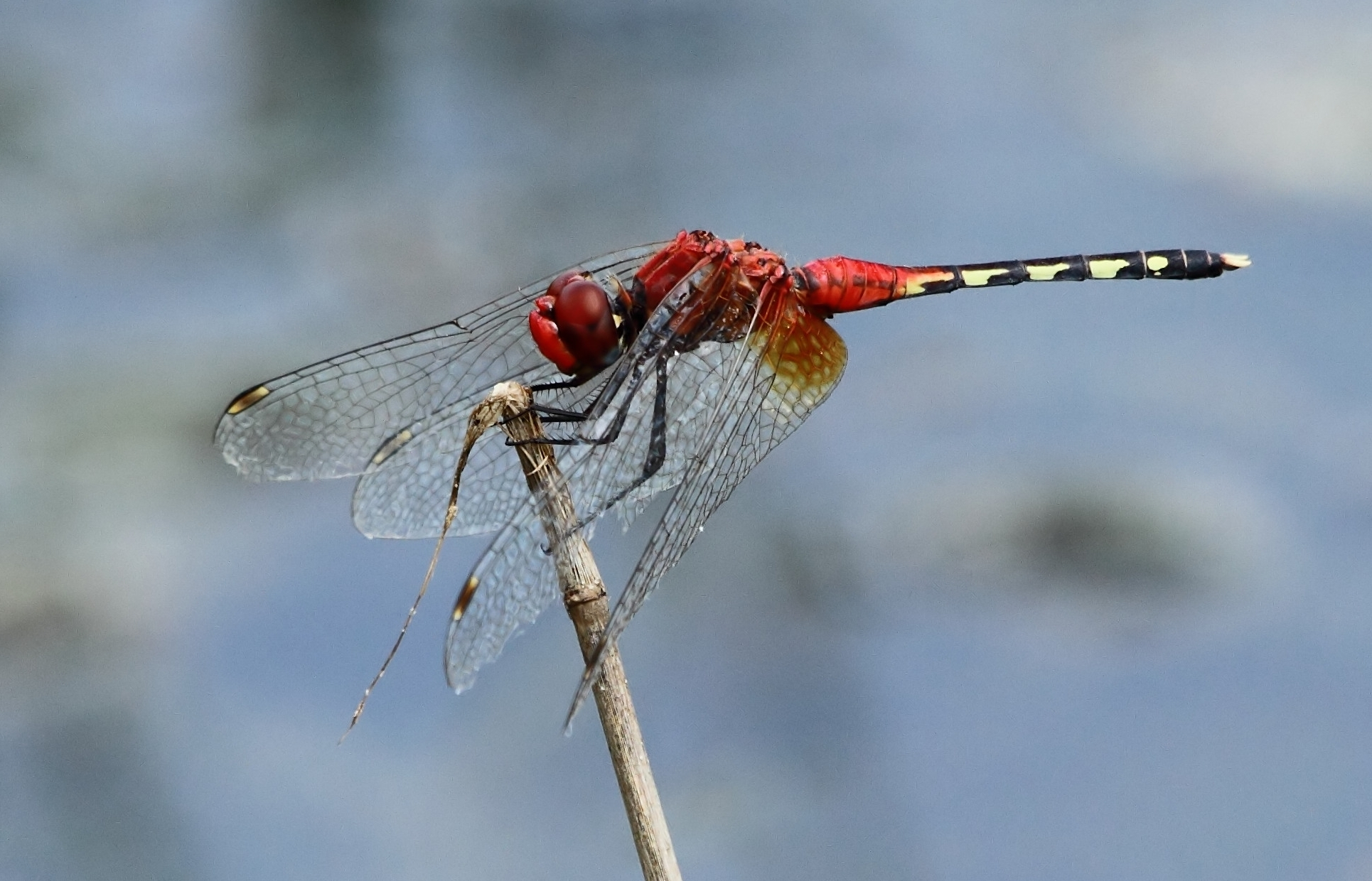